# Scott Autocar Company

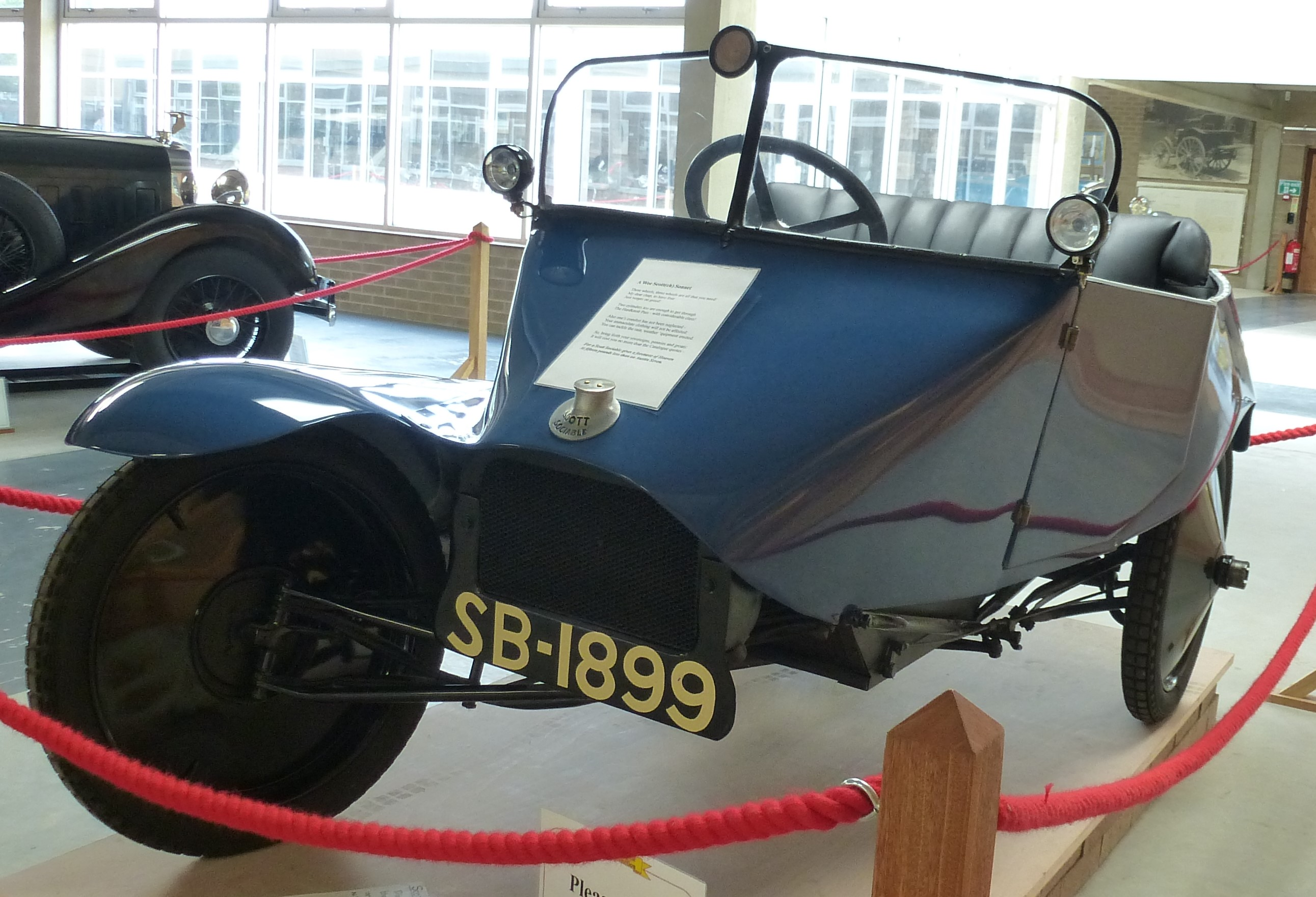
Scott Sociable von 1923

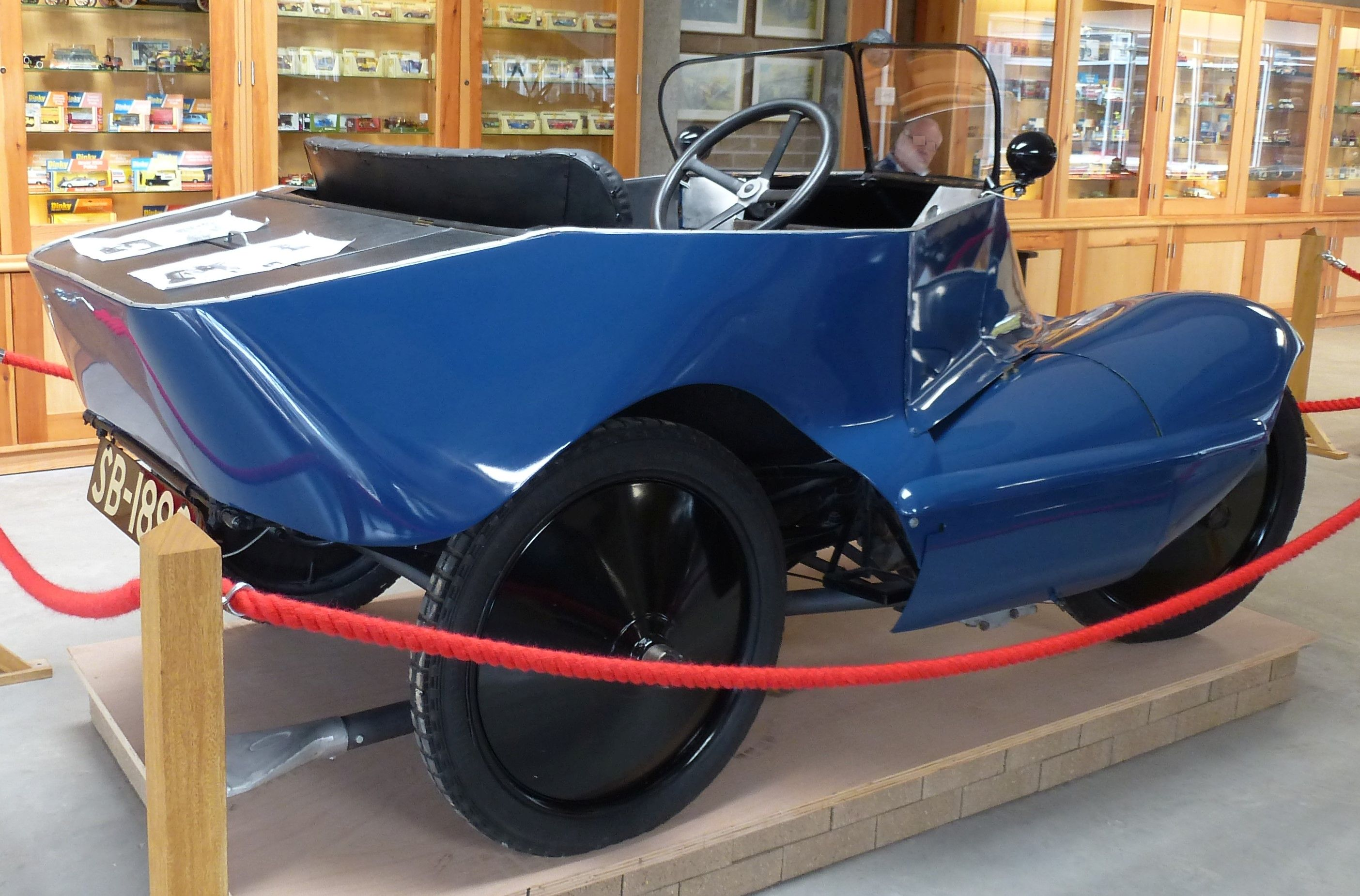
Scott Sociable

Scott Autocar Company Ltd. war ein britischer Hersteller von Automobilen.

## Unternehmensgeschichte
Alfred Angas Scott hatte bereits 1909 die Scott Motor Cycle Company zur Motorradproduktion gegründet. 1915 entwarf er ein Dreirad, das zu der Zeit allerdings noch nicht in Serienproduktion ging. Nach dem Ende des Ersten Weltkriegs gründete er in Bradford das separate Unternehmen Scott Autocar Company Ltd., präsentierte 1920 Fahrzeuge auf der Olympia Motor Cycle Show und begann mit der Serienproduktion. Der Markenname lautete Scott Sociable. 1924 endete die Produktion. 1925 wurde das Unternehmen aufgelöst. Insgesamt entstanden etwa 200 Fahrzeuge.

## Fahrzeuge
Das einzige Modell war ein Dreirad und basierte auf einem Motorrad. An der rechten Seiten befanden sich zwei Räder und links nur ein Rad. Das rechte Vorderrad wurde mit einem Lenkrad gelenkt. Der Preis betrug anfangs 273 Pfund für das Modell Family, der 1921 auf 215 Pfund und 1923 auf 135 Pfund reduziert wurde.
Ein Fahrzeug ist im Cité de l’Automobile – Musée National – Collection Schlumpf in Mülhausen ausgestellt. Dieses Modell hat einen Zweizylindermotor mit 573 cm³ Hubraum und 12 PS Leistung.